# Maiski (Tuapsé, Krasnodar)
Maiski (del ruso: Майский) es un posiólok del raión de Tuapsé del krai de Krasnodar, en el sur de Rusia. Está situado en las estribaciones meridionales del extremo oeste del Cáucaso Occidental, junto al cabo Shiroki, al oeste de la desembocadura del río Kazachia Shchel en la bahía de Nébug de la orilla nororiental del mar Negro, 13 km al noroeste de Tuapsé y 96 km al sur de Krasnodar, la capital del krai.  Tenía 89 habitantes en 2010.
Pertenece al municipio Nébugskoye.

## Historia
El posiólok sanatorio 1.º de Mayo fue registrado el 28 de octubre de 1958. El 1 de enero de 1987 contaba con 258 habitantes. Desde 1992 el sur del territorio de la localidad está ocupado por el complejo balneario Bélaya Rus.

## Transporte
Por la localidad pasa la carretera federal M27 Novorosíisk-Tuapsé.